# Malente
Malente je obec v německé spolkové zemi Šlesvicko-Holštýnsko, v níž žije přibližně 11 tisíc obyvatel. Nachází se 35 km severně od Lübecku v oblasti zvané Holštýnské Švýcarsko. Malente je známé díky lázním, využívajícím léčebné metody Sebastiana Kneippa. K místním pamětihodnostem patří arboretum, kostel Máří Magdalény ze 13. století, vodárenská věž a udírna Tews-Kate sloužící jako vlastivědné muzeum. Nedaleko leží jezera Kellersee a Dieksee, využívaná k vodním sportům. Nachází se zde Sportovní škola Malente, kde tradičně absolvuje německá fotbalová reprezentace soustředění před velkými turnaji.

## Části obce
- Bad Malente-Gremsmühlen
- Neversfelde
- Rachut
- Benz
- Kreuzfeld
- Krummsee
- Malkwitz
- Neukirchen
- Nüchel
- Sieversdorf
- Söhren
- Timmdorf

## Partnerská města
- Barwice (Polsko)